# Harry Potter en de Vuurbeker (film)
Harry Potter en de Vuurbeker (oorspronkelijke titel: Harry Potter and the Goblet of Fire) is de vierde Harry Potterfilm, gebaseerd op het gelijknamige boek van de Britse schrijfster J.K. Rowling. De film ging in première op 18 november 2005.
Mike Newell regisseerde de film en Steve Kloves schreef het script. De themamuziek van John Williams werd opnieuw gebruikt en aangevuld met muziek van Patrick Doyle.
De film was genomineerd voor een Academy Award, namelijk die voor de beste artdirection, maar won deze uiteindelijk niet.
Kijkwijzer beoordeelde de film geschikt voor kinderen vanaf 9 jaar en ouder. Warner Bros. legde echter vast, na overleg met Kijkwijzer, dat de film enkel geschikt was voor 'kinderen boven de twaalf jaar', vanwege de 'angstaanjagende beelden, effecten en geweldacties' die in de film voorkwamen. Hetzelfde gebeurde later met Harry Potter en de Halfbloed Prins.

## Verhaal
Aan het begin van de film ziet men een oud landhuis, waar Heer Voldemort verblijft, vergezeld door Peter Pippeling, een op dat moment nog onbekende man (later blijkt dit Bartolomeus Krenck Jr. te zijn) en zijn slang Nagini. Ze maken plannen om Voldemort dat jaar nog volledig te laten herrijzen. Een tuinman die het gesprek opvangt, wordt gedood door Voldemort.
Het vierde jaar aan Zweinstein staat voor de deur voor Harry Potter, Ron Wemel en Hermelien Griffel, maar voor het zover is worden ze door de andere Wemels meegenomen naar het wereldkampioenschap Zwerkbal, waar ze met een viavia heen gaan. De avond na het kampioenschap ontstaat er echter chaos wanneer een groep Dooddoeners de boel op stelten komt zetten. Ze verdwijnen pas wanneer onverwacht het Duistere Teken, het symbool van Voldemort, aan de hemel verschijnt.
Eenmaal op Zweinstein wordt bekend dat dit jaar voor het eerst in eeuwen weer het Toverschool Toernooi zal worden gehouden. Een leerling van Zweinstein zal het in drie wedstrijden opnemen tegen leerlingen van twee andere scholen. Zweinstein organiseert dit jaar het toernooi. De andere scholen, Beauxbatons en Klammfels, sturen een delegatie naar Zweinstein. De leerling die zijn of haar school mag vertegenwoordigen wordt gekozen via de Vuurbeker, een magische beker waar alle leerlingen die oud genoeg zijn hun naam in mogen stoppen, waarna de beker uit de leerlingen van elke school willekeurig iemand kiest. De kampioen van Klammfels wordt Viktor Kruml, en voor Beauxbatons Fleur Delacour. Voor Zweinstein wordt Carlo Kannewasser gekozen, maar dan komt onverwacht ook Harry’s naam nog uit de Vuurbeker. Niemand weet hoe dit mogelijk is, aangezien Harry nog te jong is om mee te doen en hij niet zelf zijn naam in de Vuurbeker heeft gestoken. De regels stellen echter dat als een leerling is gekozen door de Vuurbeker hij er niet meer onderuit kan, hij is dan gebonden door een magisch contract. Harry moet meedoen.
Geholpen door Hermelien, Ron en de nieuwe leraar Verweer tegen de Zwarte Kunsten, Alastor Dolleman, worstelt Harry zich door de eerste twee opdrachten: een ei stelen van een nestelende draak en iemand redden van de meermensen die in het meer naast Zweinstein wonen. De derde opdracht is de Toverschool Trofee vinden in een mysterieuze doolhof. Harry en Carlo vinden de beker gelijktijdig. Wanneer ze hem aanraken, blijkt het ding echter een Viavia te zijn die hen naar een afgelegen kerkhof transporteert. Harry herkent de plek uit zijn droom en beseft dat ze hier niet willen zijn. Peter Pippeling en de verzwakte Voldemort wachten hen op. Peter Pippeling doodt Carlo in opdracht van Voldemort, en gebruikt vervolgens Harry’s bloed en zijn eigen vrijwillig afgesneden hand om de toverdrank die Voldemort kan doen herrijzen te voltooien.
Nu hij is herrezen roept Voldemort zijn Dooddoeners bij zich en daagt Harry uit tot een duel. Nog voor dat duel vertelt Voldemort waarom hij Harry als baby niet kon doden. Namelijk omdat de moeder van Harry haar leven gaf voor haar zoon en zo de ultieme bescherming gaf. Tijdens dit duel raken de toverstokken van Harry en Voldemort met elkaar verbonden via een straal, waarna Harry’s stok die van Voldemort dwingt tot Priori Incantatem. Uit de stok van Voldemort verschijnen geestachtige gedaantes van de mensen die hij vermoord heeft. Ze leiden Voldemort af zodat Harry met de Viavia terug kan reizen naar Zweinstein. Hij neemt het lichaam van Carlo mee.
Als Harry terugkeert met het lichaam van Carlo is het in het begin feest omdat niet iedereen gelijk merkt dat er iemand dood is. Maar deze feestsfeer is gauw over. Terug op Zweinstein blijkt dat Dolleman in werkelijkheid Bartolomeus Krenck Jr. is, een handlanger van Voldemort die zich het hele jaar door wisseldrank te drinken heeft voorgedaan als Dolleman. Hij is degene die Harry’s naam in de Vuurbeker heeft gestopt en de beker veranderde in een Viavia. Ook was hij het die het Duistere Teken opriep tijdens het WK Zwerkbal.
Aan het eind van de film gaan de afgevaardigden van de andere scholen huiswaarts, maar niet voordat Perkamentus de scholieren heeft ingelicht over Voldemorts terugkeer en hen aanspoort dat ze samen moeten spannen tegen Voldemort.

## Rolverdeling
Indien van toepassing is ook de oorspronkelijke Engelse naam van het personage aangegeven.
| Acteur             | Personage                                             | Nasynchronisatie Nederlands    | Nasynchronisatie Vlaams |
| ------------------ | ----------------------------------------------------- | ------------------------------ | ----------------------- |
| Daniel Radcliffe   | Harry Potter                                          | Trevor Reekers                 | Stef Aerts              |
| Emma Watson        | Hermelien Griffel / Hermione Granger                  | Eveline Beens                  | Marie Vinck             |
| Rupert Grint       | Ron Wemel / Ron Weasley                               | Adriaan van Veldhuizen         | Wouter Hendrickx        |
| Afshan Azad        | Padma Patil                                           |                                |                         |
| Predrag Bjelac     | Igor Karkarov / Igor Karkaroff                        |                                |                         |
| David Bradley      | Argus Vilder / Argus Filch                            | Stan Limburg                   |                         |
| Shefali Chowdhury  | Parvati Patil                                         |                                |                         |
| Robbie Coltrane    | Rubeus Hagrid                                         | Hans Hoekman                   |                         |
| Warwick Davis      | Filius Banning / Filius Flitwick                      | Reinder van der Naalt          |                         |
| Alfred Enoch       | Daan Thomas / Dean Thomas                             |                                |                         |
| Tom Felton         | Draco Malfidus / Draco Malfoy                         | Sander van der Poel            | Thomas Van Praet        |
| Ralph Fiennes      | Heer Voldemort / Lord Voldemort                       | Frederik de Groot              |                         |
| Michael Gambon     | Albus Perkamentus / Albus Dumbledore                  | Wim van Rooij                  | Ron Cornet              |
| Brendan Gleeson    | Alastor "Dwaaloog" Dolleman / Alastor "Mad-Eye" Moody | Sander de Heer                 |                         |
| Robert Hardy       | Cornelis Droebel / Cornelius Oswald Fudge             | Jérôme Reehuis                 |                         |
| Shirley Henderson  | Jammerende Jenny / Moaning Myrtle                     | Marlies Somers                 |                         |
| Joshua Herdman     | Karel Kwast / Gregory Goyle                           |                                |                         |
| Jason Isaacs       | Lucius Malfidus / Lucius Malfoy                       | Hajo Bruins                    |                         |
| Stanislav Janevski | Viktor Kruml / Viktor Krum                            | Paul Donkers                   |                         |
| Katie Leung        | Cho Chang                                             |                                |                         |
| Matthew Lewis      | Marcel Lubbermans / Neville Longbottom                | Max Beens                      |                         |
| Roger Lloyd-Pack   | Bartolomeus Krenck Sr. / Barty Crouch Sr.             | Hein Boele                     |                         |
| Devon Murray       | Simon Filister / Seamus Finnigan                      |                                | Rob Teuwen              |
| Gary Oldman        | Sirius Zwarts / Sirius Black                          | Fred Delfgaauw                 | Dirk Denoyelle          |
| Robert Pattinson   | Carlo Kannewasser / Cedric Diggory                    | Casper Veltenaar               |                         |
| James Phelps       | Fred Wemel / Fred Weasley                             | Willem Rebergen (beide rollen) |                         |
| Oliver Phelps      | George Wemel / George Weasley                         | Willem Rebergen (beide rollen) |                         |
| Clémence Poésy     | Fleur Delacour                                        | Terence Schreurs               |                         |
| Chris Rankin       | Percy Wemel / Percy Weasley                           | Rolf Koster                    |                         |
| Jeff Rawle         | Barend Kannewasser / Amos Diggory                     | Carol van Herwijnen            |                         |
| Miranda Richardson | Rita Pulpers / Rita Skeeter                           | Donna Vrijhof                  |                         |
| Alan Rickman       | Severus Sneep / Severus Snape                         | Filip Bolluyt                  |                         |
| Maggie Smith       | Minerva Anderling / Minerva McGonagall                | Paula Majoor                   |                         |
| Timothy Spall      | Peter Pippeling / Petger Pettigrew                    | Jeroen Keers                   |                         |
| Eric Sykes         | Frank Braam / Frank Bryce                             |                                |                         |
| David Tennant      | Bartolomeus Krenck Jr. / Barty Crouch Jr.             | Frans van Deursen              |                         |
| Frances de la Tour | Olympe Mallemour / Olympe Maxime                      | Maria Lindes                   |                         |
| Julie Walters      | Molly Wemel / Molly Weasley                           | Karin Bloemen                  |                         |
| Jamie Waylett      | Vincent Korzel / Vincent Crabbe                       |                                |                         |
| Mark Williams      | Arthur Wemel / Arthur Weasley                         | Jon van Eerd                   | Warre Borgmans          |
| Bonnie Wright      | Ginny Wemel / Ginny Weasley                           | Kirsten Fennis                 | Isabeau Sas             |

## Achtergrond

### Verschillen met het boek
De film volgt alleen de primaire verhaallijn van het boek: Harry’s deelname aan het toverschooltoernooi. Vrijwel alle subplots, zoals Hermeliens actie om de huis-elfen te bevrijden, zijn weggelaten uit de film. Dit was volgens regisseur Mike Newell noodzakelijk vanwege de dikte van het boek ". Zelfs producer David Heyman gaf toe dat hij het een gemis vond dat zoveel scènes weggelaten moesten worden uit de film.
Scènes die wel in de film zijn verwerkt zijn op veel punten aangepast of ingekort. Zo krijgt men het WK zwerkbal slechts kort te zien, en de chaos die de dooddoeners de avond erop veroorzaken wordt maar kort behandeld. De tuinman die aan het begin van het boek wordt vermoord wordt niet bij naam genoemd, en ook het feit dat hij connecties heeft met de dreuzelkant van Voldemorts familie wordt niet vermeld. Een ander verschil is dat in de film Harry het kieuwwier voor de tweede opdracht van Marcel Lubbermans krijgt, en niet van Dobby. Ook zijn de obstakels die Harry in de doolhof tegenkomt tijdens de laatste opdracht van het Toverschool Toernooi, zoals een sfinx en een acromantula, weggelaten. In plaats daarvan zijn de hoge heggen, die de doolhof vormen, betoverd.

### Ontvangst
De film werd gemiddeld met positieve reacties ontvangen door critici. Op Rotten Tomatoes had de film anno 2015 een score van 88% van critici en 74% van het publiek.
Een punt waar critici met name over te spreken waren, was hoe de personages duidelijk waren verouderd in de film. Daar waar ze in de voorgaande films nog vooral als kinderen werden neergezet, waren ze in deze film duidelijk tieners.
De film bracht wereldwijd 967 miljoen dollar op. Daarmee was het niet alleen de meest succesvolle film van 2005, maar ook een van de weinige films die meer dan 600 miljoen dollar wist op te brengen.

## Muziek
De originele filmmuziek werd gecomponeerd door Patrick Doyle. Er werd ook een soundtrackalbum uitgebracht door Air Lyndhurst Studios, Air Edel Recording Studios, Abbey Road Studios.

## Prijzen en nominaties
Harry Potter en de Vuurbeker werd genomineerd voor 38 prijzen, waaronder een Academy Award voor "Best Achievement in Art Direction". De film won er uiteindelijk negen:
2005:
- De Sierra Award voor beste familiefilm

2006:
- De ASCAP Award voor Top Box Office Films
- De BAFTA Award voor Best Production Design
- De Special Award van de Empire Awards
- De Golden Trailer Award voor beste animatie/familie
- De Blimp Award voor favoriete film
- De Golden Reel Award voor beste geluidsmontage in een film – buitenlands
- De NRJ Ciné Award voor Top of the Box Office
- De Teen Choice Award voor films – choice drama